# Careo
El careo es una figura de derecho procesal, utilizado principalmente en el derecho procesal penal. En general, consiste en un medio de prueba complementario, en relación con a prueba testifical, que tiene por objeto aclarar los aspectos contradictorios de declaraciones de los intervinientes en un proceso penal. 
Puede consistir en la confrontación, ante el juez o tribunal, y en presencia del imputado, de quien ha declarado en su contra, para que aclare sus dichos que pueden haber sido considerados contradictorios. Del mismo modo, puede consistir en la confrontación de dos o más testigos, con la finalidad de averiguar la verdad en aquellos casos en los que los testimonios de los testigos por separado muestren contradicciones sustanciales.
Es un mecanismo propio de los sistemas procesales inquisitivos, y de aquellos inquisitivos-reformados, en que prima la escrituración, por sobre la oralidad. Además, en este último caso, suele permitirse su realización durante la fase de instrucción o investigación criminal.
Si bien las partes pueden solicitar la práctica de un careo, la decisión de llevar a cabo esta actuación, según el sistema jurídico concreto, puede depender del juez o tribunal, que en muchos casos puede realizarla de oficio. Dependerá del juez o tribunal (o, en su caso, del jurado) la valoración del careo.
"El careo es la confrontación inmediata entre personas que han prestado declaraciones contradictorias sobre un hecho relevante en el proceso. El careo sirve para disipar, aclarar o, en su caso, hacer patente contradicciones entre lo manifestado por los distintos testigos e imputados. Es una forma especial de ampliación de testimonio, por o que la normativa de este medio se regirá por lo dispuesto sobre el careo." {ref}
Técnicas para llevar a cabo un careo o un interrogatorio:
1. Conocer e informar al testigo: A la hora de llamar a un testigo al juicio hay que dar por entendido que la declaración del mismo es efectiva para la defensa y que lo que diga podrá ser probado.
2. Preparar tanto al cliente como a los testigos: Antes del juicio es bueno reunirse con los testigos y enseñarles todos los documentos relevantes para su defensa, prepararlos para contestar preguntas y repasar todos los hechos, todo esto con el fin de
3. Seguir un orden cronológico en la organización del interrogatorio que facilite la narración de los hechos captando la atención del juzgador: Podría ser necesario un guion con las preguntas que nos permita mantener el hilo del interrogatorio, pero no es aconsejable leerlas literalmente ya que ello redunda en que el interrogatorio pierda fluidez y eficacia.
4. Utilizar un lenguaje claro, sencillo y conciso que sea entendible por el testigo, sin emplear tecnicismos que dificulten su comprensión: Las preguntas han de ser claras, sencillas y directas sin enredar al interrogado.
5. No formular preguntas capciosas, sugestivas o impertinentes: Debido a que ya anteriormente se han revisado las preguntas con el entrevistado pues no sería de ayuda realizar este tipo de preguntas capciosas, sugestivas o impertinentes.
6. Preguntar, no afirmar: Alguno de los errores más comunes a la hora de iniciar un interrogatorios es afirmar y esto no debe realizarse puesto que el letrado pregunta y el entrevistado es quien responde ya sea de forma afirmativa o negativa.
7. Saber escuchar atentamente, hay que darle la oportunidad al testigo de explicarse: El contenido de las respuestas es importante para las conclusiones finales.
8. Respetar a los interrogados, que deben ser tratados con cordialidad durante el interrogatorio para que éste pueda realizarse con fluidez, evitando enfrentamientos entre abogados y partes o testigos: No hay que tutear a los interrogados.
9. La importancia del lenguaje no verbal nos muestra diferentes habilidades para determinar la veracidad o falsedad de un testimonio: otras características importantes que tener en cuenta son las maneras, el tono de voz, los silencios, la velocidad al contestar.
10. Finalmente, es importante que el interrogador este concentrado, tranquilo y con los casos muy bien estudiados.

Instrumentos para la realización del interrogatorio:
1. Debates
2. Ensayos
3. Pruebas escritas.
4. Debates restringidos.
5. Cuestionario.
6. Entrevistas.